# Jonas Brothers: The 3D Concert Experience
Jonas Brothers: The 3D Concert Experience (hay cũng được biết đến là Jonas Brothers: Burning Up Concert hay Jonas Brothers: The 3D Burning Up Concert Experience) là một phim về buổi biểu diễn của nhóm Jonas Brothers được Walt Disney Pictures giớii thiệu cho dạng Disney Digital 3-D và IMAX 3D. Phim đã ra mắt vào ngày 27 tháng 2 năm 2009 tại Bắc Mỹ và sau đó tại nhiều nước trên thế giới.
| Quốc gia | Xếp hạng |
| -------- | -------- |
| Mỹ       | G        |

## Kịch bản
Bộ phim tài liệu âm nhạc, ghi lại quá trình thực hiện tour diễn Burning Up cũng như cuộc sống hàng ngày của Jonas Brothers. Kevin Jonas Sr., cha của 3 anh em nhà Jonas cũng có mặt trong đội ngũ các nhà sản xuất của bộ phim. Ngoài ba anh em nhà Jonas, Demi Lovato và Taylor Swift cũng sẽ xuất hiện trong bộ phim này.
Phim sẽ giới thiệu bài hát mới Love Is On Its Way và I'm Gonna Getcha Good!, hát lại từ phiên bản của Shania Twain.

## Diễn viên
- Nick Jonas
- Joe Jonas
- Kevin Jonas
- Demi Lovato
- Taylor Swift

## Kết cấu

### Phần mở đầu
1. "Giới thiệu, cảnh mở đầu"

### Jonas Brothers
1. "That's Just the Way We Roll"
2. "Shelf"
3. "Hold On"
4. "BB Good"
5. "Goodnight and Goodbye"^
6. "Video Girl"
7. "Gotta Find You"
8. "A Little Bit Longer"^
9. "I'm Gonna Getcha Good!" (hát lại từ bài hát của Shania Twain)
10. "Tonight"
11. "Year 3000"
12. "Pushing Me Away"
13. "Hello Beautiful"
14. "Lovebug"
15. "Can't Have You"^
16. "Play My Music"
17. "Burnin' Up"
18. "When You Look Me In the Eyes"
19. "S.O.S."

### Demi Lovato
1. "This Is Me" với Jonas Brothers
2. "Get Back"
3. "La La Land"

### Taylor Swift
1. "Should've Said No" với Jonas Brothers
2. "Still In Love With You"

### Phần kết thúc
1. "Live to Party"

## Danh sách bài hát[4]
1. "That's Just the Way We Roll"
2. "Hold On"
3. "BB Good"
4. "Video Girl"
5. "This Is Me" bởi Demi Lovato
6. "Hello Beautiful"
7. "Pushin' Me Away"
8. "Should've Said No" bởi Taylor Swift
9. "I'm Gonna Getcha Good" (hát lại từ bài hát của Shania Twain)
10. "S.O.S."
11. "Burnin' Up"
12. "Tonight"
13. "Live to Party"
14. "Love Is on Its Way"

## Sản xuất
Phim đã được phát hành rộng khắp tại trên 1000 rạp tại Mỹ. Đây là phim của Disney Digital 3D đầu tiên được chiếu ở loại rạp IMAX 3D.

## Đánh giá
Hiện tại Jonas Brothers: The 3D Concert Experience là phim xếp thứ hạng thấp nhất tại Internet Movie Database.

## Doanh thu
Mặc dù được mong đợi mang lại doanh thu tốt hơn Hannah Montana và Miley Cyrus: Tour diễn Điều tốt nhất của hai thế giới trong không gian ba 3 chiều khi được phát hành với số lượng rạp gần gấp đôi phim của Miley Cyrus và được chiếu tại nhiều rạp IMAX 3D với giá vé gấp đôi mức bình thường nhưng doanh thu của Jonas Brothers: The 3D Concert Experience vào ngày công chiếu đầu tiên đã gây thất vọng khỉ chỉ bằng khoảng một nửa doanh thu ngày đầu ra mắt của Tour diễn Điều tốt nhất của hai thế giới trong không gian ba 3 chiều với 4,8 triệu USD. Ở cuối tuần công chiếu, doanh thu của phim đã gây thất vọng lớn khi chỉ xếp ở vị trí thứ 2 sau Tyler Perry's Madea Goes To Jail với khoảng $12,5 triệu USD .Doanh thu phim rớt 83.7% vào ngày thứ hai chỉ với $464.208 và xếp vị trí thứ 5

## Công chiếu
| Quốc gia                     | Ngày công chiếu     |
| ---------------------------- | ------------------- |
| Kuwait                       | 26 tháng 2 năm 2009 |
| Tây Ban Nha Mỹ               | 27 tháng 2 năm 2009 |
| Đức                          | 12 tháng 3 năm 2009 |
| Singapore                    | 9 tháng 4 năm 2009  |
| Argentina                    | 23 tháng 4 năm 2009 |
| Iceland                      | 24 tháng 4 năm 2009 |
| Brasil                       | 8 tháng 5 năm 2009  |
| Úc                           | 14 tháng 5 năm 2009 |
| Vương quốc Anh Ireland Malta | 29 tháng 5 năm 2009 |
| Nhật Bản                     | 6 tháng 6 năm 2009  |
| Litva                        | 12 tháng 6 năm 2009 |